# Dorothea Regine Arentzová
Dorothea Regine Arentzová (nepřechýleně Dorothea Regine Arentz; 1. května 1824 Bergen – 2. listopadu 1914 Stavanger) byla norská fotografka a učitelka. Byla dcerou poručíka Jense Bulla Arentze a Maren Otte rozené Fürstové, pokřtěná v kostele Korskirkens v Bergenu, svobodná. Rodina se přestěhovala do Stavangeru, kde její otec zemřel v roce 1836. 

## Životopis
Přibližně od roku 1860 do roku 1875, možná ještě déle, měla fotografické studio na adrese Hetlandsgata 22. V roce 1865 se společnost jmenovala Arentz & Bahr.
V roce 1870 vydala sérii obrázků z rolnického života Tidemanda a Gudeho, možná po vydání Christiana Tønsberga . Portréty z doby kolem roku 1875 mají na zadní straně název firmy Dorothea Arentz, dříve měly pouze slepotisk nebo razítko. Nějakou dobu vedla soukromou školu v Hetlandsgatě spolu s Johannou Marií Garmannovou, se kterou také bydlela. Na škole učila malbu a kresbu květin a také fotografii asi v letech 1860–1880.
V letech 1864-1868 měla společnost s Linou Bahrovou, Arentz & Bahr. Poté, co pracovala jako fotografka, provozovala květinářství a své poslední roky prožila ve Frøkenstiftelsenu.

## Galerie

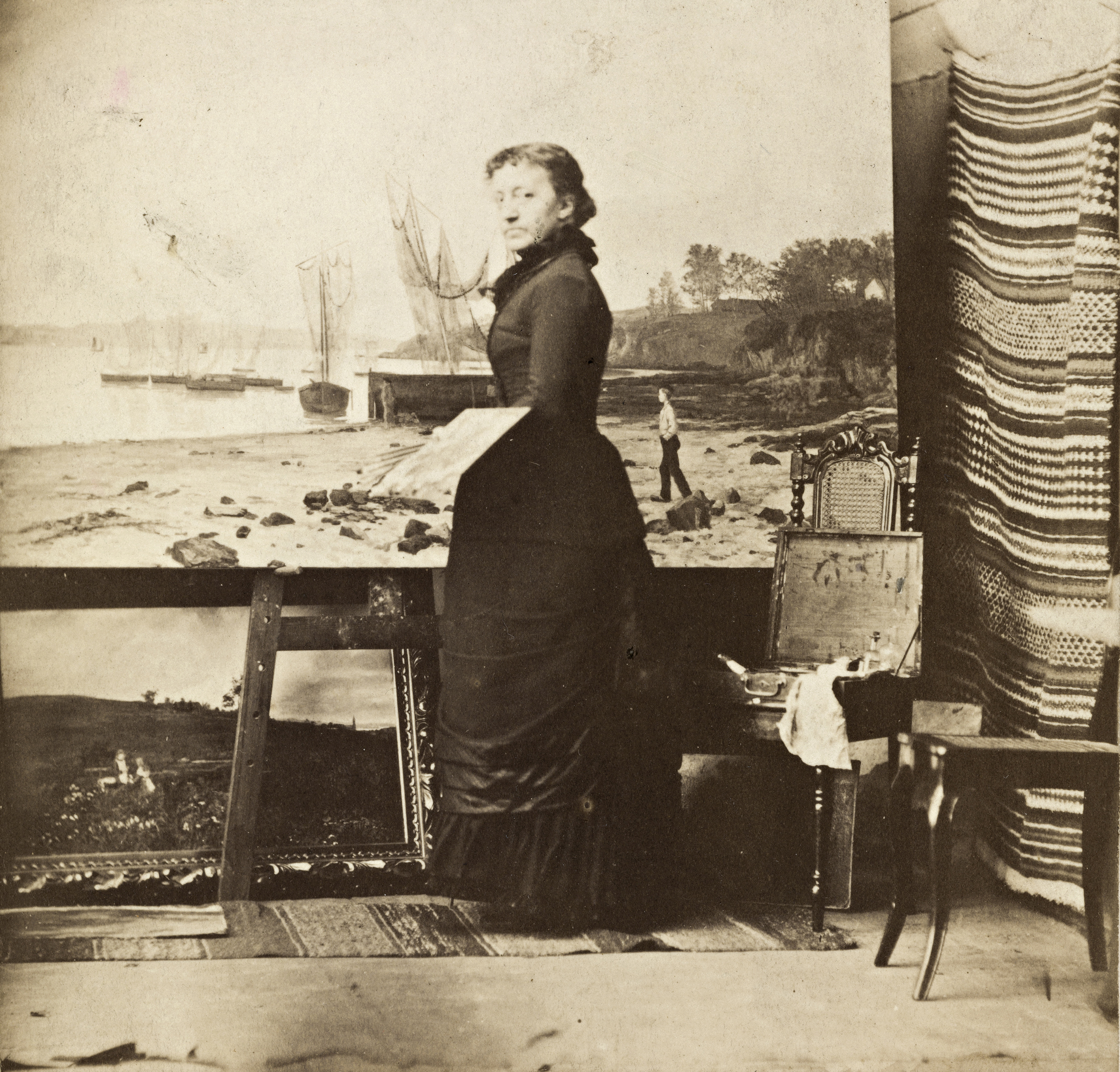
Kitty Kielland (1843-1914), malířka
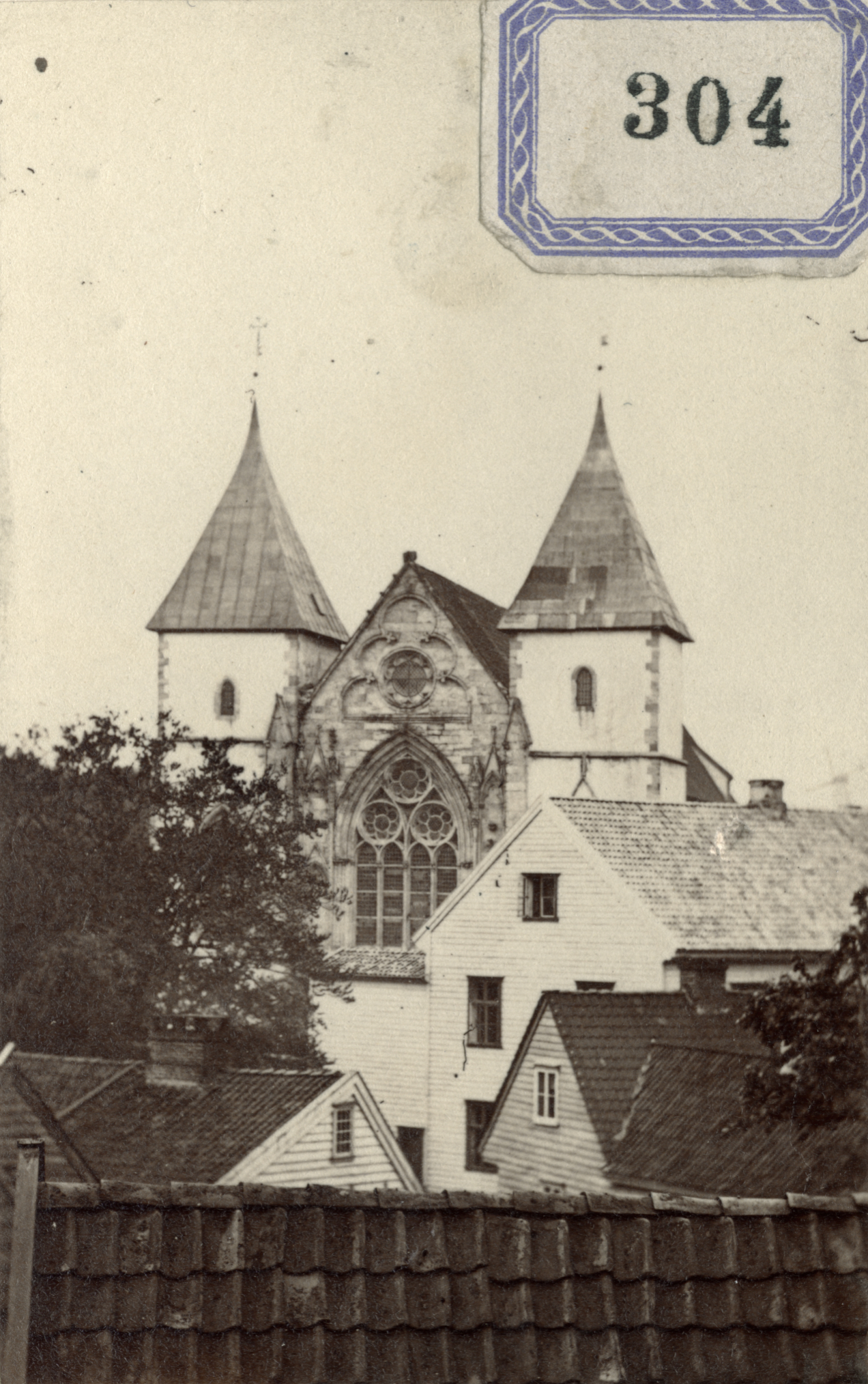
Stavanger domkirke, Rogaland
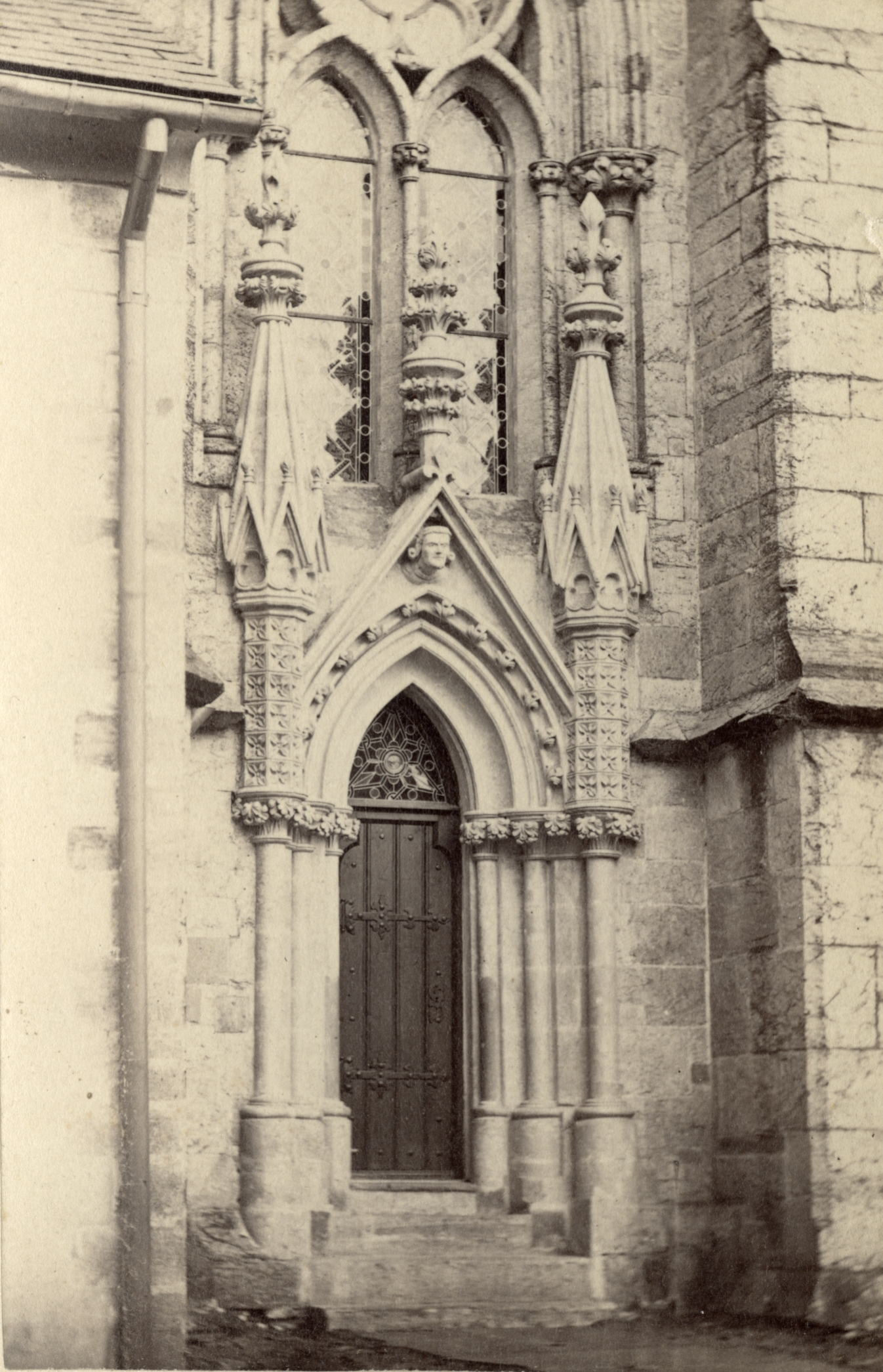
Stavanger domkirke, Rogaland
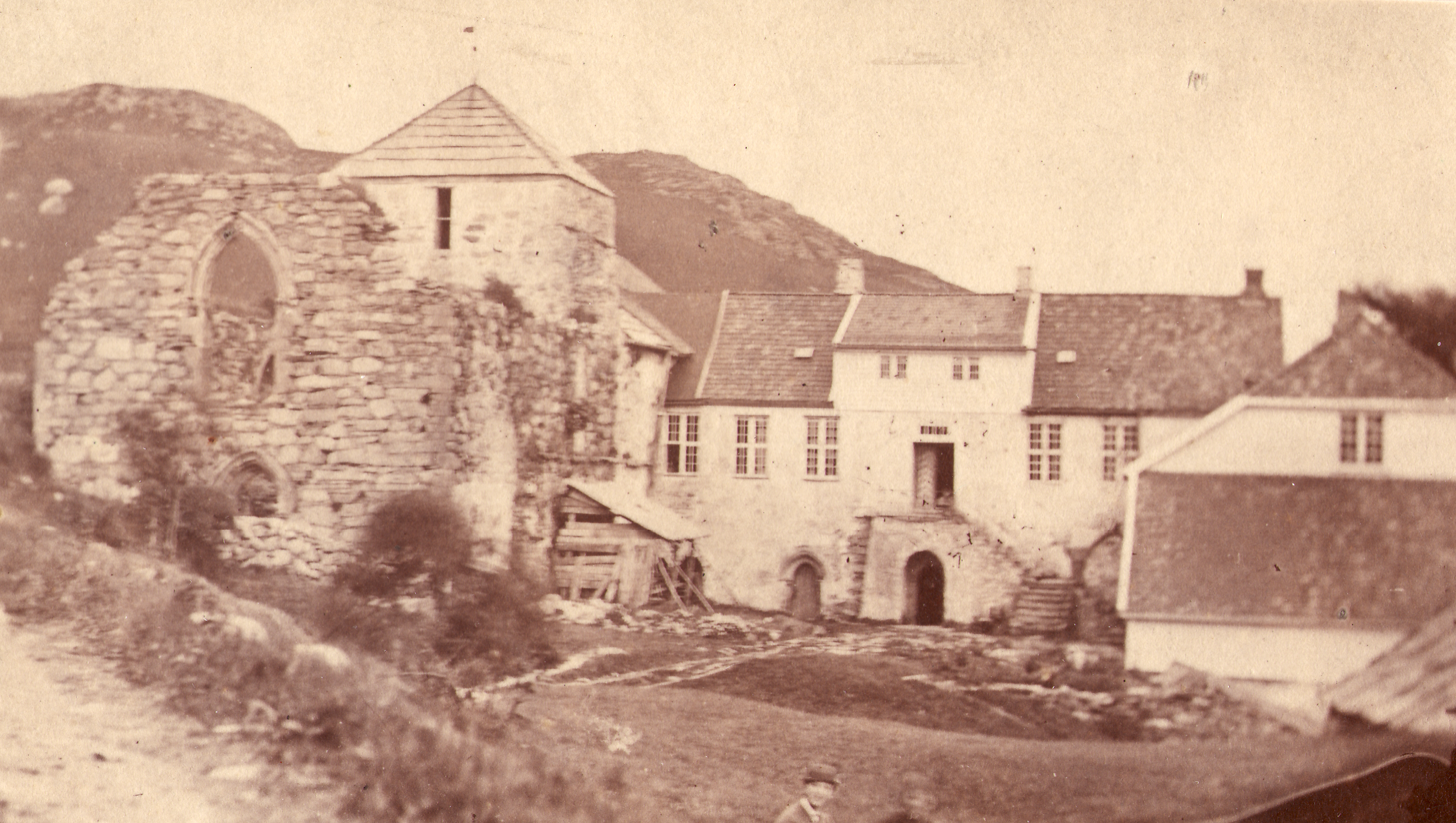
Utstein kloster, Rogaland
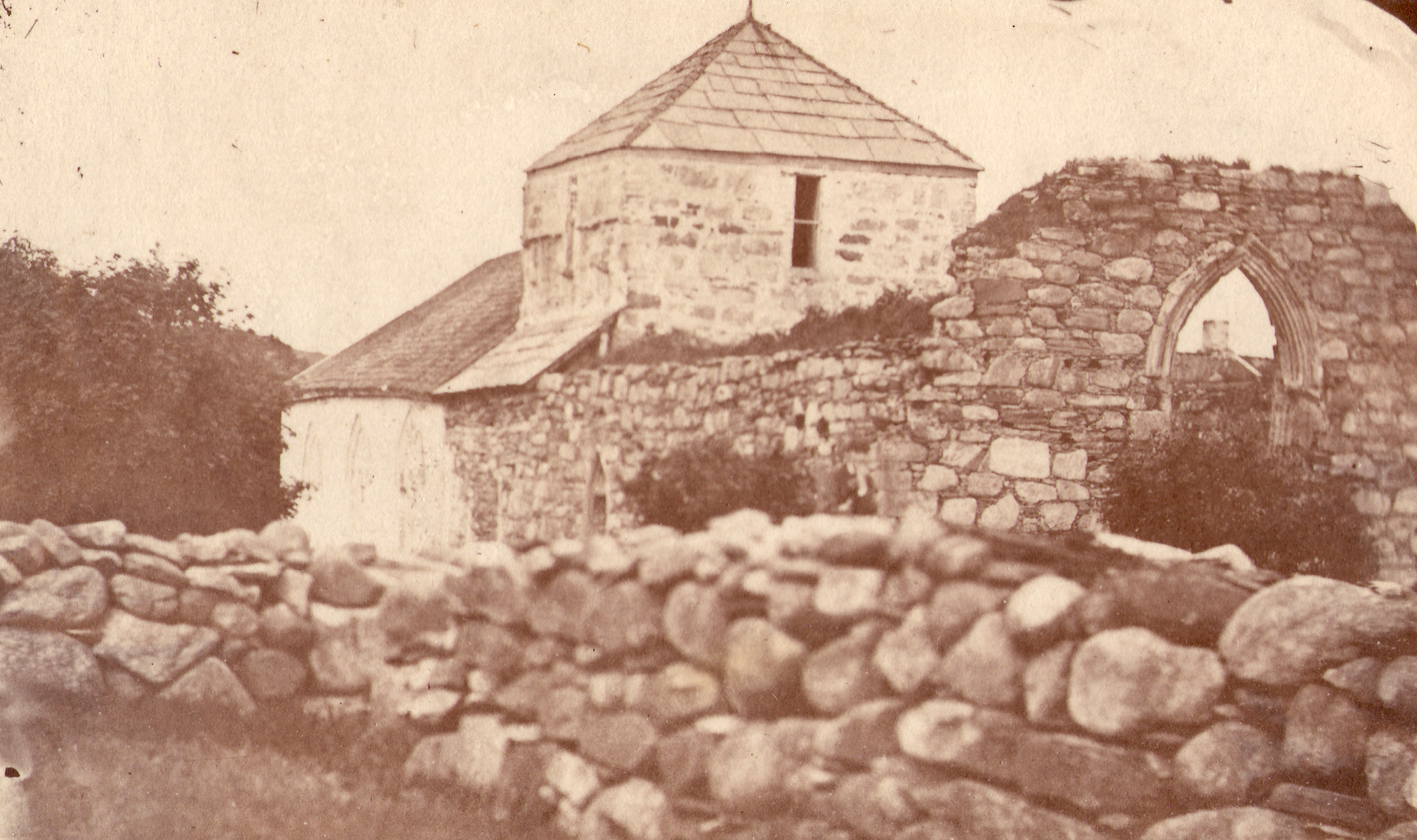
Utstein kloster, Rogaland